# جامع شاهزاده

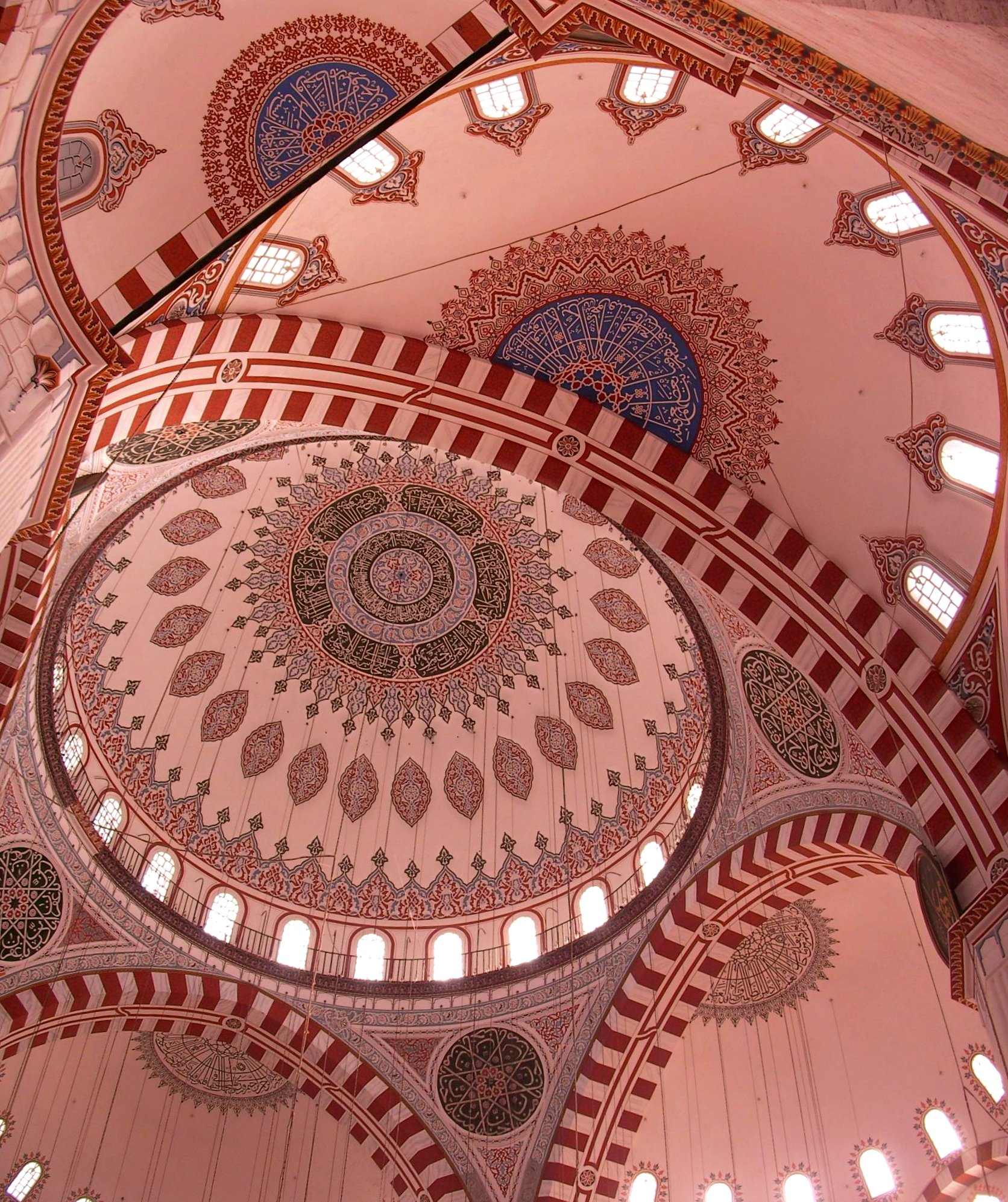
القبة المركزية

جامع شاهزاده (بالتركية: Şehzade Camii)  هو مسجد جامع عثماني يوجد على قمة هضبة في منطقة الفاتح  بمدينة إسطنبول، بتركيا ، ويقع حاليا مقابل مبنى بلدية اسطنبول.

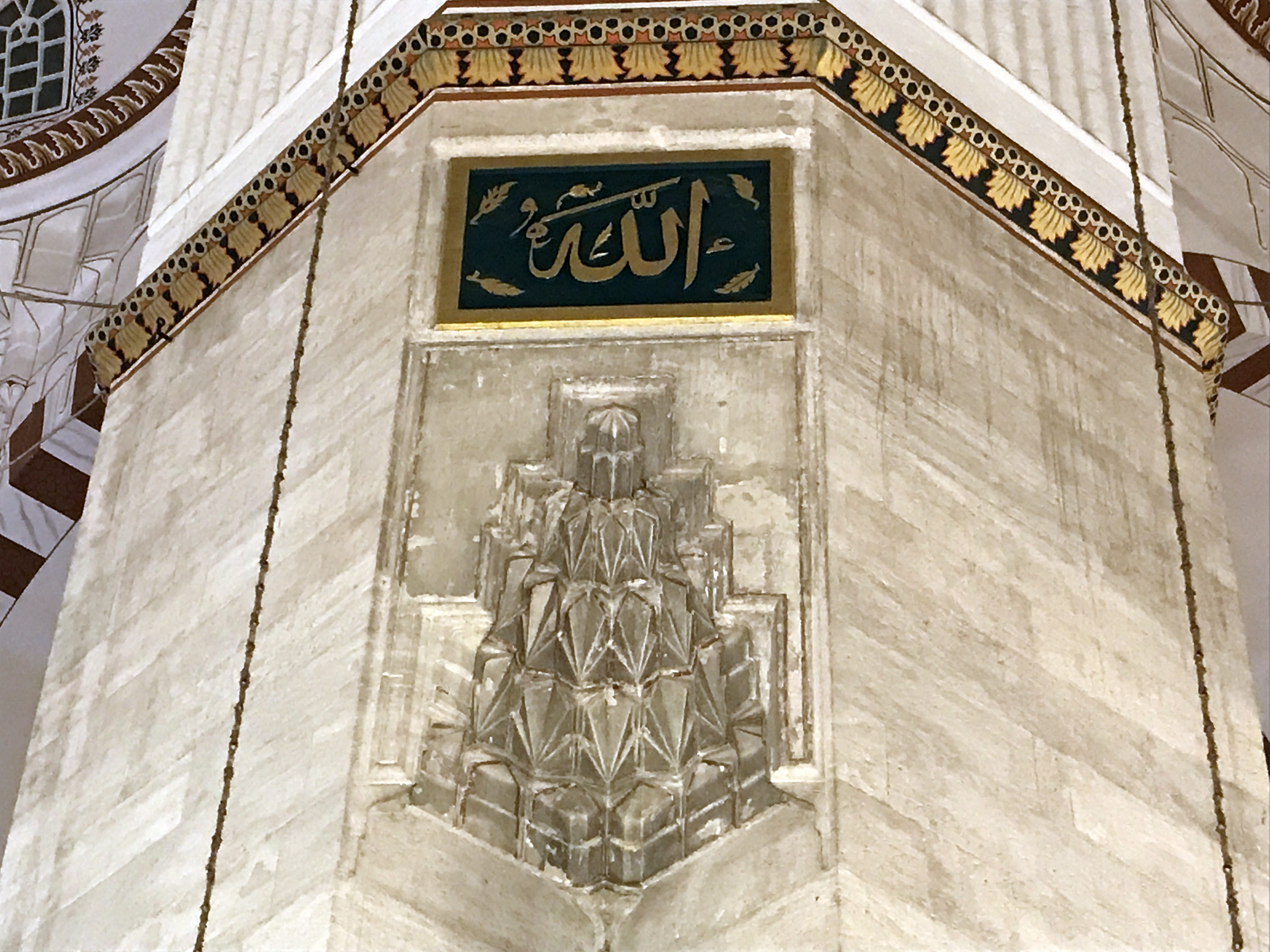
جامع شاهزاده من الداخل، أحد الأعمدة الضخمة.

أمر ببنائه السلطان سليمان القانوني ابن السلطان سليم خان الأول، تكريًما لذكرى ابنه شاهزاده (الأمير) «محمد بن سليمان القانوني»  الذي توفي في عمر يناهز 22 عاما، وهو ما نفذه المهندس العثماني معمار سنان ببراعة ، وصنع منه تحفة معمارية ، اُعتُبرت اتجاها جديدا في فن العمارة العثمانية.

## الاسم
يُعرف الجامع باسم «جامع شاهزاده» (بالتركية: Şehzade Camii)، حيث «شاهزاده» هو لقب حصري يُعطى لكل ابن ذكر من أبناء الملك أو السلطان أو الخليفة العثماني، وهي كلمة فارسية تعني بالعربية «ابن الملك». وعلى سبيل المقارنة للتوضيح، كان لقب سلطان زاده (بالتركية:  Sultanzade) يُعطى لأبناء بنات السلطان.
أما عن المسجد، فقد بُني لذكرى شاهزاده محمد، ابن سليمان القانوني، إلا أن المسجد الجامع يُعرف باسم: «جامع شاهزاده» فقط بدون اسم «محمد». هناك لوحة معدنية على باب المسجد بأكثر من لغة، تذكر تاريخ المسجد وتذكر أنه بُني لذكرى الشاهزاده «محمد».

### شاهد
شاهد جامع شاهزاده.

## التاريخ
بُني جامع شاهزاده بأمر السلطان العثماني سليمان القانوني، إحياءً لذكرى ابنه الأكبر شاه زاد محمد، الذي مات بمرض الجدري وعمره 21 عاما في عام 1543م، مع وجود اختلاف على سبب موته. وقد كانت مَهمة بناء هذا المسجد هي المهمة الأولى التي كُلف بها المعماري الملكي سنان آغا ، الذي أنهى بناء المسجد عام 1548م.
يَعتبر بعض المؤرخين هذا المسجد التحفة الأولى من تحف المعماري سنان آغا.
فيما بعد قام المعماري سنان بتقييم ما بناه فقال: «جامع الشاهزاده هو أثري في عهد التدريب، وجامع السليمانية أثري في عهد القلفة أي عندما» مشرفا على البنائين«، وجامع السليمية بمدينة أدرنة هي أثري عندما أصبحت أسطة». إذن جامع الشاهزادة كان الخطوة الأولى للأوابد الأثرية الثلاثة هذه التي هي نقطة التحول الأساسية في الدهاء المعماري لسنان.

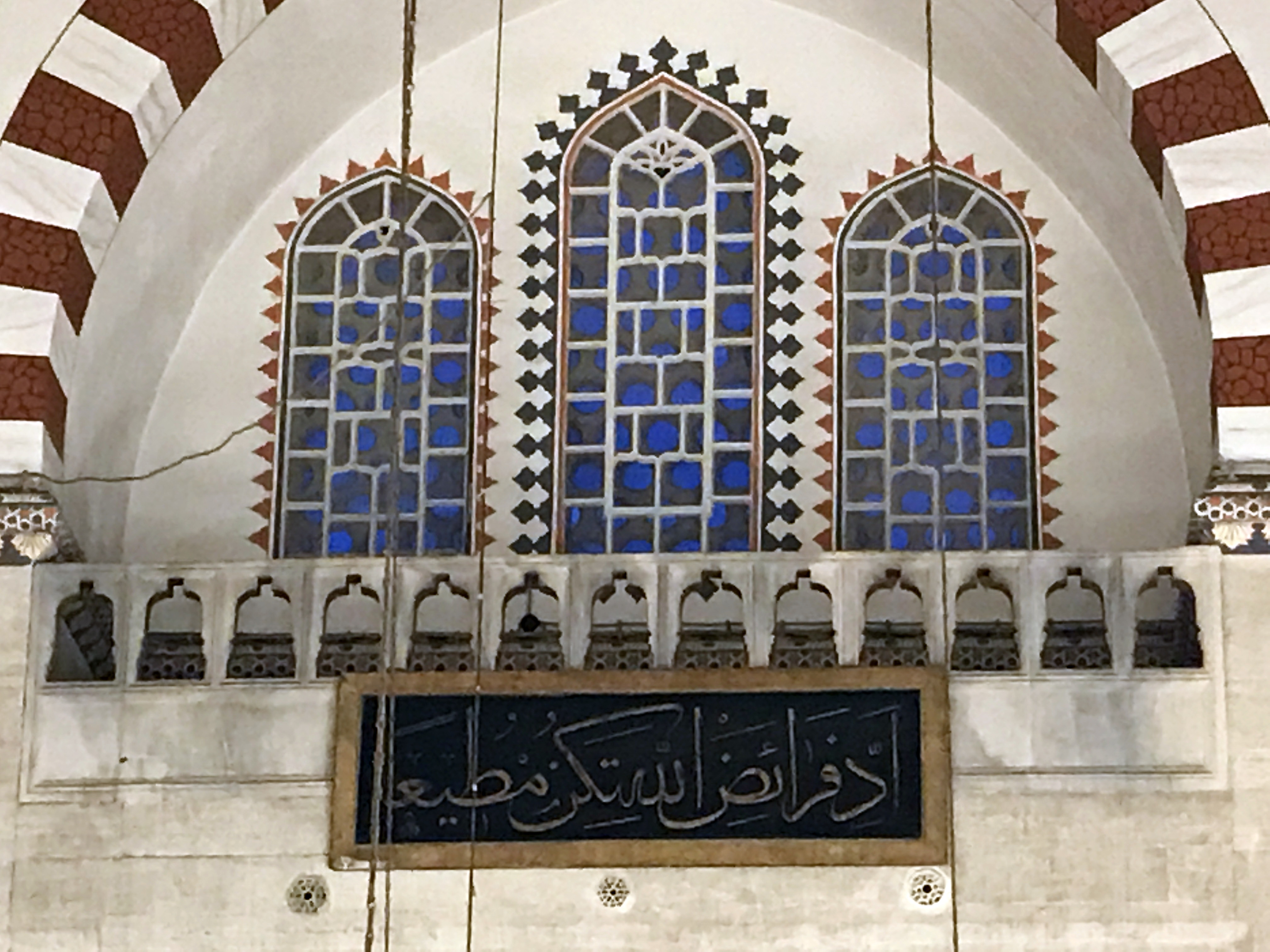
"أدّ فرائض الله تكن مطيعا"

## العمارة

### خارجياً
يحيط بالمسجد ساحة فيها أروقة ذات أعمدة، وتساوي مساحة الساحة مساحة المسجد تقريباً، كما توجد على حدود الساحة أعمدة تحددها، وهناك أيضا خمس غرف ذات قباب في كل واجهة من واجهات الساحة، ولهذه الغرف أقواس رخامية مخططة باللونين الأبيض والزهري. ويوجد في المركز متوضأ كان السلطان مراد الرابع قد أهداه للمسجد بعد بنائه بفترة. وللمسجد مئذنتان اثنتان، وهما منحوتتان بطريقة هندسية دقيقة.
مخطط المسجد مربع الشكل، في مركزه قبة مركزية يحيط بها أربعة أنصاف قباب، والقبة مدعمة بأربعة جدران، وقطرها 19 مترا وارتفاعها 37 مترا.
يحيط بمسجد شاهزاده ساحة تحتوي على أروقة ذات أعمدة جميلة مزينة بنقوش تاخذ الناظر ، وتماثل الساحة لمسجد شاه زادة من حيث المساحة تقريبا. ونلحظ أن الأعمدة تخطط شكل الساحة، كما نلحظ خمس غرف مقببة في كل واجهة من واجهات الساحة، ولهذه الغرف أقواس رخامية مخططة بلونين هما الأبيض والزهري. ويوجد في المركز متوضأ أهداه السلطان مراد الرابع لمسجد شاهزاده بعد بنائه بفترة وجيزة. ولجامع شاهزاده مئذنتان منحوتتان بشكل دقيق جدا.

#### أنصاف القباب
في مركز جامع شاهزاده قبة مركزية يحيط بها أربعة أنصاف قباب، إلا أن هذه الطريقة في البناء لم تكن ناجحة تماما، لأنها تفصل الجدران الأربعة الكبيرة التي تدعم القبة المركزية عن بعضها، ولم يستخدم المعماري سنان آغا هذه الطريقة مرة أخرى.
فعند بناء جامع السليمية «جامع السلطان سليم الثاني» ضمن مجمعه بأدرنة (Selimiye Camii) والمدرج ضمن قائمة اليونسكو للتراث العالمي، غطى معمار سنان المكان كله في جامع السليمية بقبة واحدة قطرها 31.5 مترا دون اللجوء إلى أنصاف القباب التي كان قد استخدمها من قبل في جامع شاهزاده ووجامع السليمانية. وارتكزت القبة إلى قاعدة مثمنة محمولة على ثماني دعامات قوية، وهذا ما نلاحظه من رحابة في المكان وارتفاع في قبة جامع السليمية.

### داخلياً

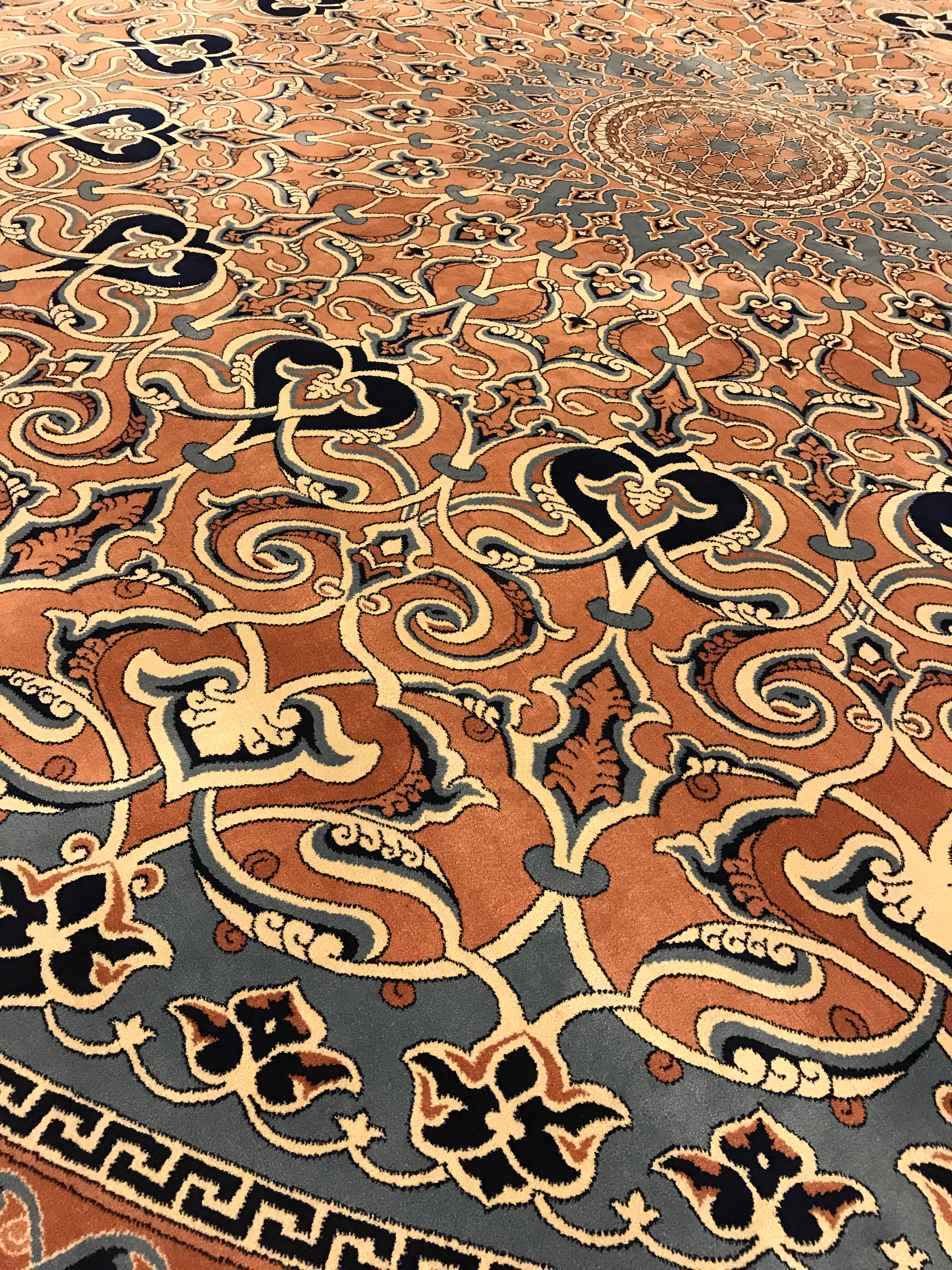
فرش المسجد بالسجاد التركي، صورة عام 2017م.

مسجد شاهزاده من الداخل متناظر الطرفين، والمساحة الموجودة تحت القبة واسعة بسبب استخدام أربع قبب نصفية بجوار القبة المركزية، كل واحدة على طرف، بشكل يشبه أوراق النباتات الرباعية. إلا أن هذه الطريقة في البناء لم تكن ناجحة تماما، لأنها تفصل الجدران الأربعة الكبيرة التي تدعم القبة المركزية عن بعضها، ولم يستخدم المعماري سنان آغا هذه الطريقة مرة أخرى. والمسجد من الداخل بسيط التركيب ولا يحتوي على أية أروقة أو ممرات.

## مجموعة الأبنية
تتكون مجموعة الأبنية من المسجد ومقام الشاهزاده محمد الذي اكتمل بناؤه قبل اكتمال بناء المسجد، إضافة إلى مدرستين لتعليم القرآن الكريم، ومطبخ عام كان يقدم الطعام للفقراء، وكاروانسراي (بيت للمسافرين والقوافل). وهناك جدار بين المسجد والساحة من جهة، والأبنية الأخرى من جهة أخرى.
يلحق بالجامع مبنى هرمي مدرج الشكل يتألف من مدرسة ودار للضيافة مقسمة بشكل جميل ومتناسق.
خفف معمار سنان  من جمود الكتلة وحرّكها من الخارج عن طريق تغطية رؤوس الدعائم بقباب على هيئة أبراج عوضا عن بناء برج صغير حول القبة.

### الأضرحة حول الجامع
توجد سبعة أضرحةٍ في حظيرة الجامع:
1. ضريح الشاهزاده محمد.
2. ضريح الصدر الأعظم رستم باشا.
3. ضريح الشاهزاده محمود.
4. ضريح فاطمة خانم سلطان.
5. ضريح خديجة سلطان.
6. ضريح دامات بوسنة لي إبراهيم باشا.
7. ضريح دَستاري مصطفى باشا.

## محاولة الانقلاب في تركيا 2016
في محاولة الانقلاب في تركيا 2016، كان مبنى بلدية اسطنبول هدفا للانقلابيين، وهو المبنى المقابل لجامع شاهزاده. تحول الجامع إلى منبر بقيادة مؤذنه الشيخ الحافظ «أوغوزخان بختيار أوغلو»  (Oğuzhan Bahtiyaroğlu)  الذي تسلل خلسة عن أعين الانقلابيين إلى داخل المسجد، وبدأ برفع التكبيرات داعيا الناس للنزول إلى الشارع.

## شاهد 360°
- شاهد جامع شاه زاد باشا - جولة افتراضية بتقنية الرؤية 360°.
- شاهد جامع شاهزاده بتقنية 360° من على موقع رئاسة الشئون الدينية للجمهورية التركية.

## شاهد
- شاه زادة.. المسجد ذو الأعمدة الفيليّة.
- تلاوة قرآنية من مسجد شاه زاد بصوت القارئ التركي سُعات غوزتوك خوجا، عام 2013م.
- أسماء الله الحسنى ودعاء وتسبيح وتهليل بمسجد شاه زاد بصوت القارئ التركي الحافظ سُعات غوزتوك خوجا.
- إقامة الصلاة والتذكير قبل الصلاة في جامع الشيخ زاده.
- مسجد وحكاية / مساجد تركيا، مسجد شاهزاده.
- رفع الأذان، مقام النهاوند، جامع شهزاده باشا، إسطنبول.
- رفع الأذان من مسجد شهزاده.
- الأذان من مسجد شهزاده بإسطنبول.
- الأذان في إسطنبول، جامع شهزاده.
- الأذان بصوت أوغوزخان بختيارأوغلو، مقام الحجاز، من جامع شاهزاده.
- أذان صلاة العشاء بصوت ألبجان تشيليك وعزيز خردل، مقام الحجاز، من جامع شاهزاده.
- صلاة في مسجد شاع زاده.
- شجرة غريبة في جامع شهزاده إسطنبول.
- أدعية بعد الصلاة - مسجد شاهزاده.
- قصة جامع شاهزاده (بالتركي) - القناة الأولى التركية TRT، به لقطات تفصيلية للجامع.
- أناشيد المولد النبوي - جامع شاهزاده.

## وصلات خارجية
- Şehzade Külliyesi, Archnet.
- Turkish Museum of Architecture
- Photographs of the mosque by Dick Osseman

## قراءة خارجية
- Aptullah Kuran: Sinan: The grand old master of Ottoman architecture, Ada Press Publishers, 1987. (ردمك 0-941469-00-X) (بالإنجليزية)
- Faroqhi، Suraiyah (2005). Subjects of the Sultan: Culture and Daily Life in the Ottoman Empire. I B Tauris. ISBN:1-85043-760-2.
- Freely، John (2000). Blue Guide Istanbul. W. W. Norton & Company. ISBN:0-393-32014-6.
- Rogers، J.M. (2007). Sinan: Makers of Islamic Civilization. I B Tauris. ISBN:1-84511-096-X.